# Safenwil
Safenwil là một đô thị ở huyện Zofingen, bang Aargau, Thụy Sĩ.

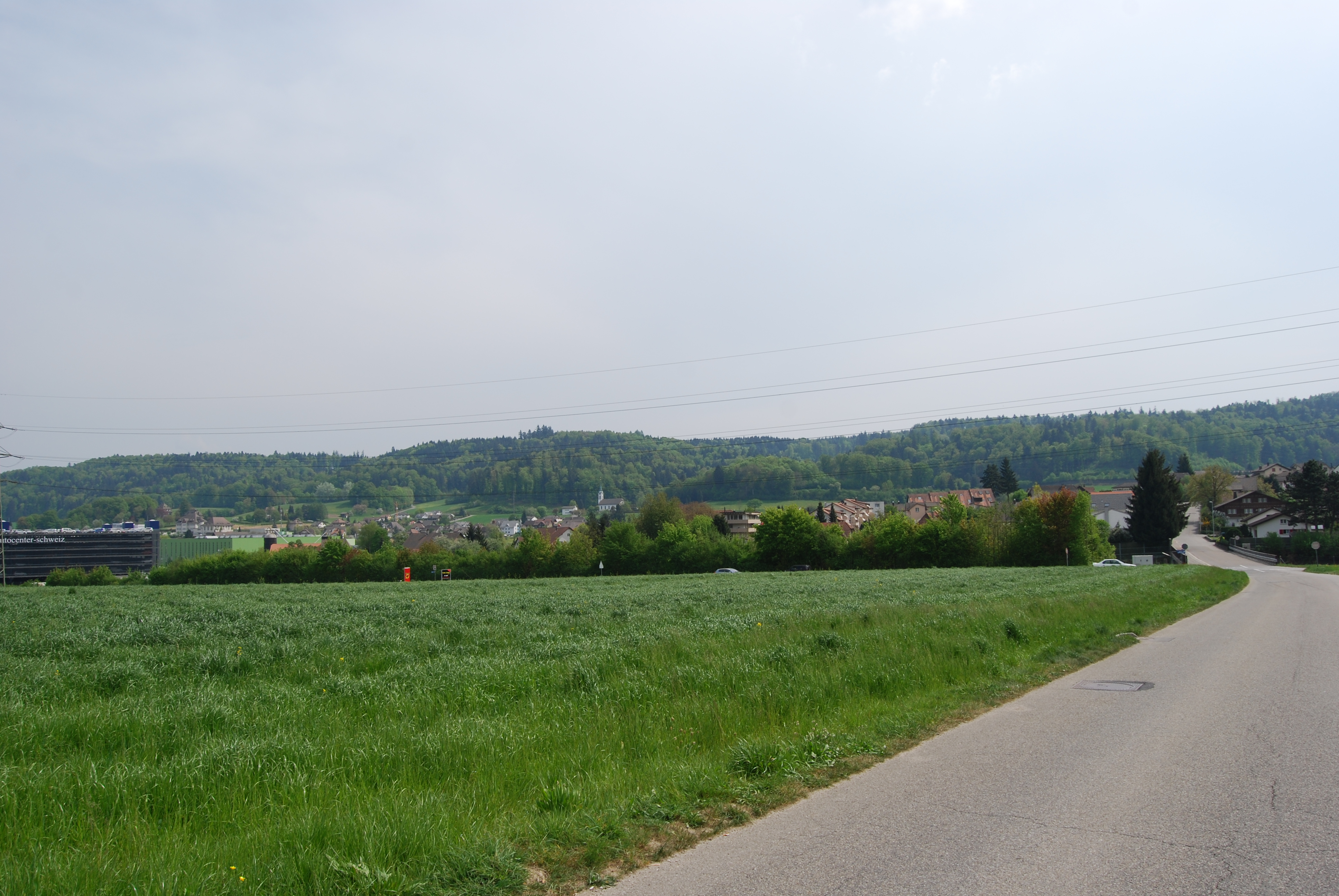
Safenwil